# Poh Kimseng
Poh Kimseng, född 6 april 1912, död juli 1980, var en friidrottare från Kina. Han deltog vid olympiska sommarspelen 1936.